# Elaphoglossum rufidulum
Elaphoglossum rufidulum är en träjonväxtart som först beskrevs av Carl Ludwig Willdenow, och fick sitt nu gällande namn av Carl Frederik Albert Christensen. Elaphoglossum rufidulum ingår i släktet Elaphoglossum och familjen Dryopteridaceae. Inga underarter finns listade.